# Cuevas de la Araña
Les abris de l'Araignée (cuevas de la Araña en espagnol) sont un ensemble d'abris-sous-roche ornés de peintures rupestres datées du Mésolithique à l'Âge du bronze, situés dans la commune de Bicorp, près de la rivière Escalona, dans la province de Valence, en Espagne. Les abris font partie des sites d'art rupestre du bassin méditerranéen de la péninsule Ibérique, inscrits au patrimoine mondial de l'Unesco en 1998.

## Situation
Les abris de l'Araignée sont situés dans la réserve nationale de Muela de Cortes (es), à environ 60 km au sud-ouest de la ville de Valence, dans la vallée de la rivière Escalona.

## Historique
Les abris ont été découverts en 1920  par Jaime Garí i Poch, un enseignant local. Eduardo Hernandez Pacheco en a publié une description en 1921 et 1924 .

## Description
L'Unesco répertorie trois abris :
- Cueva de la Araña - Abri I (code 874-394) : 9 figures
- Cueva de la Araña - Abri II (code 874-396) : 51 figures
- Cueva de la Araña - Abri III (code 874-397) : 63 figures

## Art rupestre
Les figures rupestres les plus notables sont une scène de chasse aux chèvres sauvages par des archers et la représentation d'un personnage grimpant sur une paroi afin de récolter du miel d'abeilles sauvages. Cette dernière figure, datée d'au moins 6000 av. J.-C., est la plus ancienne représentation connue d'abeilles et de collecte de miel par l'homme.

## Datation
L'occupation des abris est datée d'environ 9000 à 1400 av. J.-C., c'est-à-dire du Mésolithique jusqu'à l'Âge du bronze moyen.

## Protection
Les abris de l'Araignée sont classés bien d'intérêt culturel en Espagne. Ils font partie d'une liste de 758 sites d'art rupestre inscrits en 1998 au patrimoine mondial de l'Unesco, sous le nom d'art rupestre du bassin méditerranéen de la péninsule Ibérique.